# Nietneria paniculata
Nietneria paniculata là một loài thực vật có hoa trong họ Nartheciaceae. Loài này được Steyerm. mô tả khoa học đầu tiên năm 1951.